# Luigi Polano

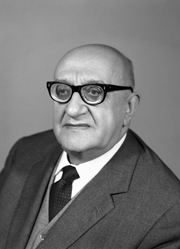
Luigi Polano

Luigi Polano (* 3. April 1897 in Sassari; † 24. Mai 1984 ebenda) war ein italienischer kommunistischer Politiker.

## Leben
Luigi Polano machte nach der Mittelschule eine kaufmännische Lehre. Er wurde im Alter von fünfzehn Jahren politisiert, als 1912 in Italien zum ersten Mal ein allgemeines Wahlrecht für Männer eingeführt wurde. Im Jahr 1914 war er bereits Funktionär der regionalen „Federazione Giovanile Socialista Italiana“ und ab 1917 in Rom der nationalen Jugendorganisation der Partito Socialista Italiano (PSI). Weil er dort an einer pazifistischen Demonstration teilnahm, wurde er zu einer Geldstrafe von 83 Lire verurteilt und ging zum ersten Mal ins Gefängnis. Im Jahr 1918 wurde er wiederholt wegen Defätismus und Pazifismus inhaftiert. Im Januar 1919 wurde er zum römischen Delegierten für die Generalversammlung der Confederazione Generale Italiana del Lavoro (CGIL) nominiert.
1919 nahm er am Gründungskongress der Kommunistischen Jugendinternationale (KJI) in Berlin teil und gehörte bis 1921 zum Exekutivkomitee der KJI. Als solcher war er auch Delegierter beim 2. Kongress der Kommunistischen Internationale, unter den Italienern war auch Nicola Bombacci. Im Januar 1921 gehörte er zu den Mitgründern der Kommunistischen Partei Italiens (PCI) und er wurde Sekretär ihrer Jugendorganisation „Federazione Giovanile Comunista Italiana“. 1923 wurde er in Triest, wo er eine Zeitung aufbauen sollte, erneut verhaftet und floh nach der Etablierung des Faschismus in Italien ins Ausland, wo er sich zwanzig Jahre lang aufhalten musste. Von 1925 bis 1930 war er Parteiinstrukteur am Interklub der Seeleute und Hafenarbeiter in Odessa, danach war er bis 1938 Mitarbeiter der International Union of Seamen and Harbour Workers (ISH) in Noworossijsk und in Batumi.  Weitere Agitationstätigkeiten, die ihn zu den italienischen Emigranten in den USA und Argentinien führen sollten, sind nicht sicher überliefert. Während des Spanischen Bürgerkriegs war er eher in Moskau als bei den Internationalen Brigaden. Polano überstand die verschiedenen stalinistischen Säuberungen und Mordaktionen als Direktor eines Invalidenhauses für Spanienkämpfer in Moskau.  Während des Zweiten Weltkriegs wurde er von Palmiro Togliatti beauftragt, mit einem Störsender den staatlichen italienischen Rundfunksender EIAR zu stören, dessen faschistischer Leiter Mario Appelius kam 1946 in der Amnestie des Justizministers Togliatti frei. Polano erhielt den sowjetischen Orden des Roten Banners der Arbeit, die Medaille „Für die Verteidigung des Kaukasus“ und die Medaille „Für heldenmütige Arbeit im Großen Vaterländischen Krieg 1941–1945“.
Nach dem Sturz des Mussolini-Regimes und Ende des Zweiten Weltkriegs kehrte Polano nach Sassari zurück. Er wurde 1948 Abgeordneter der PCI im italienischen Parlament und zweimal wiedergewählt und ging danach für die Partei von 1964 bis 1968 in den Senat. 1972 erhielt er in der DDR den Orden Stern der Völkerfreundschaft in Gold.

## Schriften
- Sugli scambi commerciali Italia Repubblica Democratica Tedesca. Roma: Bardi, 1965
- Wie weit ist heute eine Autonomie der kommunistischen Jugendorganisation in der kommunistischen Bewegung notwendig und möglich?  St. Petersburg: Verlag der Jugend-Internationale, 1921